# Kvalifikace na Mistrovství světa ve fotbale 2022 (OFC)
Kvalifikace na Mistrovství světa ve fotbale 2022 zóny OFC určilo jednoho účastníka mezikontinentální baráže. Turnaj se konal od 17. do 30. března 2022 v Doha v Katari.

## Skupinová fáze

### Skupina A
| Tým                 | Z                    | V                    | R                    | P                    | VG                   | IG                   | +/-                  | B                    | výsledek             |
| ------------------- | -------------------- | -------------------- | -------------------- | -------------------- | -------------------- | -------------------- | -------------------- | -------------------- | -------------------- |
| Šalomounovy ostrovy | 1                    | 1                    | 0                    | 0                    | 3                    | 1                    | +2                   | 3                    | Postup do semifinále |
| Tahiti              | 1                    | 0                    | 0                    | 1                    | 1                    | 3                    | -2                   | 0                    | Postup do semifinále |
| Cookovy ostrovy     | odstoupili(COVID-19) | odstoupili(COVID-19) | odstoupili(COVID-19) | odstoupili(COVID-19) | odstoupili(COVID-19) | odstoupili(COVID-19) | odstoupili(COVID-19) | odstoupili(COVID-19) | odstoupili(COVID-19) |
| Vanuatu             | odstoupili(COVID-19) | odstoupili(COVID-19) | odstoupili(COVID-19) | odstoupili(COVID-19) | odstoupili(COVID-19) | odstoupili(COVID-19) | odstoupili(COVID-19) | odstoupili(COVID-19) | odstoupili(COVID-19) |

| 17. března 2022 15:00 SEČ |                |                     |                                                                      |
| Cookovy ostrovy           | neplatný (0-2) | Šalomounovy ostrovy | Grand Hamad stadion, Doha Katar diváci: 0 rozhodčí: David Yareboinen |
|                           |                | Kaua 20' Hou 45+1'  | Grand Hamad stadion, Doha Katar diváci: 0 rozhodčí: David Yareboinen |

| 17. března 2022 18:00 SEČ |         |         |                                 |
| Tahiti                    | Zrušeno | Vanuatu | Grand Hamad stadion, Doha Katar |
|                           |         |         | Grand Hamad stadion, Doha Katar |

| 20. března 2022 15:00 SEČ |         |        |                                 |
| Cookovy ostrovy           | Zrušeno | Tahiti | Grand Hamad stadion, Doha Katar |
|                           |         |        | Grand Hamad stadion, Doha Katar |

| 20. března 2022 18:00 SEČ |         |         |                                 |
| Šalomounovy ostrovy       | Zrušeno | Vanuatu | Grand Hamad stadion, Doha Katar |
|                           |         |         | Grand Hamad stadion, Doha Katar |

| 24. března 2022 15:00 SEČ |         |                 |                              |
| Vanuatu                   | Zrušeno | Cookovy ostrovy | Qatar SC stadion, Doha Katar |
|                           |         |                 | Qatar SC stadion, Doha Katar |

| 24. března 2022 15:00 SEČ |       |           |                                                                    |
| Šalomounovy ostrovy       | 1 - 0 | Tahiti    | Grand Hamad stadion, Doha Katar diváci: 0 rozhodčí: Matthew Conger |
| Lea'i 20', 52', 90+6'     |       | Tehau 26' | Grand Hamad stadion, Doha Katar diváci: 0 rozhodčí: Matthew Conger |

### Skupina B
| Tým               | Z | V | R | P | VG | IG | +/- | B | výsledek             |
| ----------------- | - | - | - | - | -- | -- | --- | - | -------------------- |
| Nový Zéland       | 3 | 3 | 0 | 0 | 12 | 1  | +11 | 9 | Postup do semifinále |
| Papua Nová Guinea | 3 | 2 | 0 | 1 | 3  | 2  | +1  | 6 | Postup do semifinále |
| Fidži             | 3 | 1 | 0 | 2 | 3  | 7  | -4  | 3 |                      |
| Nová Kaledonie    | 3 | 0 | 0 | 3 | 2  | 10 | -8  | 0 |                      |

| 18. března 2022 15:00 SEČ |     |             |                                                                    |
| Papua Nová Guinea         | 0-1 | Nový Zéland | Qatar SC stadion, Doha Katar diváci: 0 rozhodčí: Saoud Ali Al-Adba |
|                           |     | Waine 75'   | Qatar SC stadion, Doha Katar diváci: 0 rozhodčí: Saoud Ali Al-Adba |

| 18. března 2022 18:00 SEČ |     |                  |                                                                       |
| Nová Kaledonie            | 1-2 | Fidži            | Qatar SC stadion, Doha Katar diváci: 0 rozhodčí: Mohammed Al-Shammari |
| Wetria 78'                |     | Nalaubu 11', 89' | Qatar SC stadion, Doha Katar diváci: 0 rozhodčí: Mohammed Al-Shammari |

| 21. března 2022 15:00 SEČ |     |                |                                                              |
| Papua Nová Guinea         | 1-0 | Nová Kaledonie | Qatar SC stadion, Doha Katar diváci: 0 rozhodčí: Joel Hopken |
| Semmy 8'                  |     |                | Qatar SC stadion, Doha Katar diváci: 0 rozhodčí: Joel Hopken |

| 21. března 2022 18:00 SEČ                 |     |       |                                                                |
| Nový Zéland                               | 4-0 | Fidži | Qatar SC stadion, Doha Katar diváci: 0 rozhodčí: Salman Falahi |
| Wood 45', 73' Just 71' Lewis 90+3' (pen.) |     |       | Qatar SC stadion, Doha Katar diváci: 0 rozhodčí: Salman Falahi |

| 24. března 2022 18:00 SEČ                                           |     |                |                                                                 |
| Nový Zéland                                                         | 7:1 | Nová Kaledonie | Qatar SC stadion, Doha Katar diváci: 0 rozhodčí: Norbert Hauata |
| Greive 8', 45+2' Rogerson 36' De Jong 75' Tuiloma 81' Wood 83', 89' |     | Saiko 12'      | Qatar SC stadion, Doha Katar diváci: 0 rozhodčí: Norbert Hauata |

| 24. března 2022 18:00 SEČ |     |                      |                                                                         |
| Fidži                     | 1:2 | Papua Nová Guinea    | Grand Hamad stadion, Doha Katar diváci: 0 rozhodčí: Abdulhadi Al-Ruaile |
| Waranaivalu 12'           |     | Kepo 45+2' Semmy 63' | Grand Hamad stadion, Doha Katar diváci: 0 rozhodčí: Abdulhadi Al-Ruaile |

## Poslední úroveň

### Semifinále
| 27. března 2022 16:00 SEČ |     |                             |                                                                                     |
| Šalomounovy ostrovy       | 3:2 | Papua Nová Guinea           | Grand Hamad stadion, Doha Katar diváci: 0 rozhodčí: Mohammed Abdulla Hassan Mohamed |
| Hou 33', 66' Lea'i 71'    | []  | A. Komolong 24' A. Kepo 88' | Grand Hamad stadion, Doha Katar diváci: 0 rozhodčí: Mohammed Abdulla Hassan Mohamed |

| 27. března 2022 19:30 SEČ |     |        |                                                                           |
| Nový Zéland               | 1:0 | Tahiti | Grand Hamad stadion, Doha Katar diváci: 0 rozhodčí: Abdulrahman Al-Jassim |
| Cacace 71'                | []  |        | Grand Hamad stadion, Doha Katar diváci: 0 rozhodčí: Abdulrahman Al-Jassim |

### Finále
| 30. března 2022 19:00 SEČ |     |                                                  |                                                                    |
| Šalomounovy ostrovy       | 0:5 | Nový Zéland                                      | Grand Hamad stadion, Doha Katar diváci: 0 rozhodčí: Nawaf Šukralla |
|                           | []  | 23', 70' Tuiloma 35' Wood 50' Bell 90+1' Garbett | Grand Hamad stadion, Doha Katar diváci: 0 rozhodčí: Nawaf Šukralla |